# Lattainville
 Lattainville  es una comuna y población de Francia, en la región de Picardía, departamento de Oise, en el distrito de Beauvais y cantón de Chaumont-en-Vexin.
Su población en el censo de 1999 era de 159 habitantes.
Está integrada en la Communauté de communes du Vexin Thelle.

## Demografía
| 41 | 73 | 65 | 83 | 155 | 159 |
| Para los censos de 1962 a 1999 la población legal corresponde a la población sin duplicidades (Fuente: INSEE [Consultar]) |    |    |    |     |     |

- Datos: Q1338724
- Multimedia: Lattainville / Q1338724

1. ↑  Worldpostalcodes.org, código postal n.º 60240.
2. ↑  INSEE, Datos de población para el año 2012 de Lattainville (en francés).